# The Texas Chainsaw Massacre: The Next Generation
The Texas Chainsaw Massacre: The Next Generation es una película escrita y dirigida por el coguionista de la original The Texas Chainsaw Massacre, Kim Henkel, y protagonizada por Matthew McConaughey, Renée Zellweger y Robert Jacks como Leatherface. Fue originalmente estrenada en 1994 y más tarde fue reeditada en 1997, siendo la versión editada la más comúnmente disponible. Su trama gira alrededor de un grupo de jóvenes que se retiran de su baile de graduación, cuando se pierden en el bosque se enfrenta a una familia de psicópatas. Es la cuarta entrega de la franquicia The Texas Chainsaw Massacre (franquicia), y es secuela de la tercera película, de 1990. Aunque originalmente, tenía la intención de ser un remake o la «verdadera secuela» de la película de 1974. La película fue clasificada R por la MPAA por "demencia, caos, tortura y lenguaje fuerte".
La película recibió críticas generalmente negativas por los críticos, considerándola como la peor película de toda la franquicia, criticando su historia mal escrita, personajes subdesarrollados, agujeros en la trama y actuaciones pésimas del elenco (excepto Renée y Matthew, que recibieron elogios por sus actuaciones).

## Argumento
La película empieza en el 22 de mayo de 1996 en un pequeño pueblo de Texas, donde tiene lugar una "Noche de Graduación" en una secundaria. Cuatro alumnos; Barry, Heather, Sean y Jenny asisten al baile. Heather se da cuenta de que Barry la está engañando con Brenda, una Heather devastada se va de la fiesta subiéndose al auto de Barry quien entra también, Barry intenta explicarle lo sucedido pero Heather lo regaña. Sean y Jenny también están en el auto del asiento trasero, fumando marihuana. El grupo se termina perdiendo en un bosque y chocando con otro conductor llamado Ronny Brock. Bajan para ayudarlo, pero este ha quedado inconsciente y ambos coches han quedado paralizados, así que Barry, Heather y Jenny van a buscar ayuda a pie y Sean permanece cuidando al accidentado. Los tres chicos van por un camino en donde encuentran a un animal en descomposición, finalmente logran llegar a una oficina de seguros de una mujer llamada Darla, que llama a su marido Vilmer para que atienda al malherido. 
Vilmer llega a la escena del accidente y mata a Ronny. Sean huye pero Vilmer lo sigue por todo el camino y lo atropella con su camioneta hasta matarlo. Mientras caminan de nuevo hacia los coches, Barry y Heather se separan de Jenny. Los primeros llegan a una casa de campo. Jenny llega al lugar del accidente pero los autos y los chicos no están. Barry va a la parte trasera de la casa donde se encuentran con W.E. apuntando con una escopeta y Heather se encuentra con Leatherface, quien la mete en un congelador. Barry le pide a W.E. por el baño a lo que el accede. Busca a Heather por la casa y cuando entra al baño a orinar se encuentra con un cadáver en la bañera. Barry, asustado, intenta huir pero es asesinado por Leatherface de un mazo en la cabeza, quien luego cuelga a Heather de un gancho de carnicero por la espalda. Jenny es recogida en el camino por Vilmer, quien le muestra los cuerpos de los chicos y la persigue en su camioneta por todo el prado. Jenny logra esconderse detrás de unos árboles, Vilmer le dice a Jenny que el terror ya ha comenzado y se va, Jenny intenta salir de los árboles pero Leatherface aparece por detrás con su motosierra y la persigue por un arroyo y por todo el bosque hasta llegar a la casa de campo. Cuando sube al segundo piso encuentra un maniquí de un Texas Ranger, agarra su arma para dispararle a Leatherface pero no tiene balas haciendo que Jenny salte desde una ventana y sea seguida por todo el techo de la casa hasta que se sujeta con un cable de una antena, pero Leatherface lo corta haciendo que Jenny se caiga en un invernadero. Jenny, lastimada, vuelve a correr hasta llegar a la oficina de Darla.
Jenny, todavía sin percatarse de que Darla es cómplice, le ruega por ayuda, pero llega W.E. y la golpea con una picana eléctrica. Meten a Jenny en el maletero de un auto y Darla va al pueblo para comprar pizzas y bebidas para la cena, donde se le aparece el Oficial Barrett preguntándole de que hay en el maletero pero ella se niega a decirle y se marcha. En el camino, Darla se encuentra con Heather herida que la vuelve a lastimar con una rama y diciéndole que se quedará donde está. Finalmente llega a la casa de campo y W.E. y Leatherface sacan a Jenny del maletero, no antes de decirles que Heather ha escapado. Vilmer y W.E. traen de vuelta a Heather a la casa. Darla y Vilmer empiezan a discutir y crear caos y tortura en la cocina. Jenny aprovecha el momento de escapar subiendose al auto de Darla pero falla y es detenida por Vilmer, tras lo cual la chica cae inconsciente y se despierta en la cena familiar. Vilmer intenta agredir a Jenny pero ella se defiende. Un Vilmer molesto golpea a W.E. con un mazo en el rostro (dejándolo aparentemente muerto) y le prende fuego a Heather en la espalda pero Darla lo apaga con un extintor y se desmaya. Aparece entonces un misterioso hombre con traje llamado Rothman. Este trabaja en una organización responsable de los muchos de los eventos más importantes de la humanidad, como el asesinato de John F. Kennedy, y ha contratado a la familia para que les den a sus víctimas una experiencia del verdadero significado del horror. Rothman observa a Jenny, le lame la cara, critica el deficiente trabajo que la familia ha hecho con ella y se retira. En respuesta, un furioso Vilmer aplasta el cráneo de Heather hasta matarla, y comienza a lesionarse mientras que Darla lo consuela. 
Jenny aprovecha ese momento para huir. En principio es retenida por Vilmer y Leatherface se prepara para cortarle su cabeza con su motosierra, pero luego consigue dislocarle la rodilla a Vilmer. Se escapa y es perseguida por Vilmer y Leatherface. En el prado, aparece una avioneta controlada por Rothman para asesinar a Vilmer, también aparece una casa rodante donde se encuentra una pareja de jubilados quienes rescatan a Jenny hasta que aparece Leatherface en la camióneta de Vilmer asustando al conductor y haciendo que la casa rodante se vuelque y los mate. Jenny aún viva sale y empieza a correr hasta que la avioneta mata a Vilmer rompiendole el cráneo con la rueda, Leatherface empieza a gritar y agitar su motosierra después de ver morir a Vilmer y una limusina rescata a Jenny. En su interior, se encuentra con Rothman, quien se disculpa con Jenny por su pobre experiencia, la cual se suponía que sería trascendental y espiritual. Al final, la deja en un hospital de Texas, en donde la interroga un policía. En segundos Jenny mira a una paciente en una camilla que resulta ser Sally Hardesty la víctima sobreviviente de Leatherface de la película original.

## Reparto
- Renée Zellweger es Jenny.
- Matthew McConaughey es Vilmer Sawyer.
- Robert Jacks es  Leatherface.
- Tonie Perensky es Darla Sawyer.
- Joe Stevens es  W.E. Sawyer
- Lisa Marie Newmyer es Heather.
- Tyler Shea Cone es Barry.
- John Harrison es Sean.
- James Gale es Rothman.
- Marilyn Burns es Sally Hardesty (cameo).
- Chris Kilgore es el chófer de Rothman.
- Vince Brock es Ronny Brock.
- Susan Loughran es la madre de Jenny (versión original).
- David Laurence es el padrastro de Jenny (versión original).
- Grayson Victor Schirmacher es el Abuelo Sawyer.
- Loren Guerra es el asistente de Bud's Pizza.
- Derek Keele es el oficial Barrett.
- Paul A. Partain es el doctor del hospital.
- John Dugan es el policía del hospital.
- Lisa Caraveo es Brenda.
- Carmen Nogales es la chica del vestido rojo.
- Les Martin es Heckler#1.
- Adam White es Heckler#2.
- Bill Wise es Heckler#3.
- Geri Wolcott es la Sra. Spodish.
- Axel L. Schiller es el Sr. Spodish.
- Debra Marshall es la Policía de Bud's Pizza (como Debra McMichael).
- Ryan Wickerham es el chico de la graduación (sin acreditar).

## Doblaje
| Actor original      | Personajes           | Actor/Actriz de doblaje |
| ------------------- | -------------------- | ----------------------- |
| Renée Zellweger     | Jenny                | María Fernanda Morales  |
| Matthew McConaughey | Vilmer Sawyer        | Armando Coria           |
| Tonie Perensky      | Darla Sawyer         | Mónica Villaseñor       |
| Joe Stevens         | W.E. Sawyer          | Paco Mauri              |
| Lisa Marie Newmyer  | Heather              | Elena Ramírez           |
| Tyler Cone          | Barry                | René García             |
| Axel L. Schiller    | Sr. Spodish          | César Árias             |
| James Gale          | Rothman              | Robert Mandiola         |
| John Dugan          | Policía del hospital | Julián Lavat            |

## Curiosidades
- La película está inspirada en Prom Night IV: Deliver Us from Evil.
- Es la única película de la franquicia que cero personas son masacradas por una motosierra.
- El actor Paul A. Partain que interpreta al doctor del hospital es el mismo que interpretó a Franklin Hardesty de la película original.
- El actor John Dugan que interpreta al policía del hospital es el mismo que interpretó al Abuelo Sawyer de la película original.
- Al final de la película aparece Sally Hardesty en una camilla del hospital, esto hace caso omitido de la tercera ya que se dice que murió en un Centro de Rehabilitación en 1977.
- Los fanes y críticos de la franquicia consideran está película en ser una nueva versión; por tener escenas similares a la original.
- En una entrevista, el director de la película, Kim Henkel, describió a Vilmer Sawyer como una "especie de reencarnación de Nubbins Sawyer" de la película original de 1974.
- En la película anterior, cuando Benny le pregunta a Tex Sawyer de por qué hacen esto, le dice que el y su familia tienen hambre y prefieren el hígado humano, Benny le dice de por qué no comen mejor pizza en vez de comerse a los humanos. En esta película, la familia de Leatherface no son caníbales pero comen todos los días pizzas.
- Se cree que Ronny Brock es el hermano menor de Vanita Brock, de la segunda película.
- En la versión original, la película se centra el 22 de mayo de 1994. En cambio, en la versión editada se centra el 22 de mayo de 1996.

## Producción

### Desarrollo
Al desarrollar la película, Robert Kuhn declaró:
Quería volver al original, y [Kim] también lo hizo. Estuvimos de acuerdo en eso de inmediato. Y la primera cosa importante fue lograr que él escribiera el guión. Recaude el dinero para escribirlo y para que empecemos a intentar armarlo. Luego fuimos al American Film Market en Los Ángeles y hablamos con un grupo de personas sobre financiamiento. En ese momento había recaudado algo de dinero, pero no lo suficiente para hacer la película, y analizamos las posibilidades de hacer un trato con un distribuidor. Pero sabía que no había ninguna esperanza de que hiciéramos uno con el que pudiéramos vivir. Nunca lo hay. Kim decía: 'Oye, fulano de tal está interesado y podría ser un trato con el que podamos vivir'. Así que hablábamos con ellos y les hacía tres o cuatro preguntas difíciles, y miraba a Kim y él decía 'Sí'. Entonces yo' Volvería y empezaría a intentar recaudar más dinero. Empecé a acudir a todos los que conocía y lo conseguí en pedazos, donde podía.
En un documental publicado en 1996 sobre la realización de la película, Henkel declaró que escribió a los personajes como caricaturas "caricaturescas" exageradas de la juventud estadounidense por excelencia. Henkel citó los casos de asesinato de los asesinos en serie Ed Gein y Elmer Wayne Henley como influencias en su participación tanto en Texas Chainsaw Massacre: The Next Generation como en The Texas Chain Saw Massacre original. Henkel también escribió deliberadamente temas de empoderamiento femenino en el guion, específicamente en el personaje de Jenny: "Es su historia. Se trata de su transformación, su negativa a callarse, a ser silenciada, a ser victimizada. Y, por extensión, su negativa a ser oprimida". Incluso por cultura ... Llevar a Jenny a un mundo en el que la cultura era grotescamente exagerada fue una forma de hacerla ver su propio mundo con más claridad, es decir, mi intención era presentar una versión de pesadilla del mundo de Jenny en la forma de la familia Chainsaw para ampliar su visión de su propio mundo ".

### Rodaje
La película fue filmada en locaciones en una granja abandonada en Pflugerville, Texas , y cerca de Bastrop. La mayoría del elenco y el equipo eran lugareños de Austin, además de James Gale, un actor de teatro de Houston. La mayor parte de la filmación tuvo lugar de noche, y el maquillador JM Logan la describió como "muy, muy dura para todos".
Renée Zellweger reflexionó sobre la película en una entrevista de 2016 y dijo: "Era de muy bajo presupuesto, así que todos compartimos una pequeña Winnebago que el productor de la película - le pertenecía a él, era su caravana personal. sabes, el maquillaje estaba en los asientos delanteros y había una mesa en el medio para el cabello, y había una pequeña cortina junto al baño. Allí era donde te pusiste tu vestido de graduación y tu flor. [...] Fue ridículo. No tengo ni idea de cómo lo logramos. Estoy seguro de que nada de eso fue legal. Todo lo que hicimos fue un poco peligroso. Pero qué experiencia. Fue una filmación kamikaze".

## Banda sonora
La banda sonora de la película contó con muchas bandas locales de Texas, pero nunca recibió un lanzamiento. Sin embargo, la estrella Robert Jacks, un amigo de Blondie 's Deborah Harry , produjo una canción Harry titulada Der Einziger Weg ( sic ; Inglés: La única manera , el título alemán correcta sería 'Der einzige Weg'), un único escrito para y aparece en la película. La canción fue lanzada por Eco-Disaster Music en 1997 como un sencillo en disco compacto , con Debbie Harry en la portada con un retrato de Jacks como Leatherface, que aparece en sus tres disfraces, en la pared detrás de ella.
Canciones que aparecen en la película:
- "Two-Headed Dog (Red Temple Prayer)" de Roky Erickson
- "I Got It Made" de Skatenigs
- "Blue Moon At Dawn" de The Coffee Sergeants
- "The Wolf at Night" de Erik Hokkanen
- "Der Einziger Weg" de Debbie Harry and Robert Jacks
- "Aphrodite" de Cecilia Saint
- "Mother" de Pushmonkey
- "Torn and Tied" de Pariah
- "Mumbo Jumbo" de The Tail Gators
- "Tornado Warning" de Erik Hokkanen
- "Bodcaw" de Blind Willie's Johnson
- "Ruby" de Loose Diamonds
- "Love to Turn You On" de Pariah
- "Careless Soul" de Daniel Johnston
- "Milky Way Jive" de Erik Hokkanen
- "Don't Tell Your Mama, Don't Tell Your Papa" de Beau Jocque
- "Voodoo Kiss" de The Naughty Ones
- "Penitentes" de Russ C. Smith

## Versiones Alternativas
Columbia Pictures llamó originalmente a la película The Return of the Texas Chainsaw Massacre y se estrenó en un pequeño número de salas de cine en 1994. También se mostró en la Conferencia de Cine y Medios de Comunicación South by Southwest en 1995. Esta versión fue retirada de los cines, y la película fue relanzada en 1997 bajo el título The Texas Chainsaw Massacre: The Next Generation. El corte original, no editado de la película cuenta con algunas diferencias, entre ellas:
- Una subtrama que involucra padrastro de Jenny abusar de ella en la primera escena.
- Más diálogo entre Heather y Barry en el coche.
- Una conversación más larga entre Jenny y Darla en el cuarto de baño.

El corte original también contó con diferentes efectos musicales, un puñado de diferentes tomas de transición, así como algunas escenas teñidas diferentes colores. Ambas versiones tienen una diferencia de aproximadamente 7 minutos.

## Premios
Academy of Science Fiction, Fantasy & Horror Films, EE. UU.
| Año  | Premio         | Categoría                         | Ganador/Nominado                                 | Resultado |
| ---- | -------------- | --------------------------------- | ------------------------------------------------ | --------- |
| 1998 | Premios Saturn | Mejor lanzamiento en video casero | The Texas Chainsaw Massacre: The Next Generation | Nominada  |